# 235-я стрелковая дивизия (1-го формирования)
235-я стрелковая дивизия — воинское соединение Вооружённых Сил СССР в Великой Отечественной войне.

## История
Сформирована в марте 1941 года в Московском военном округе (Иваново), на 22 июня 1941 года находилась там же. В действующей армии с 30 июня 1941 года по 27 декабря 1941 года.
С начала войны перебрасывается в район Остров—Псков, однако начала прибывать с опозданием только к 5 июля (по приказу 41-й стрелковый корпус должен был развернуться по линии старой государственной границы ещё 1 июля 1941 года). Разгружалась на станциях Вашигино, Опочка, к утру 5 июля 1941 года разгрузилось только 2 эшелона, к утру 6 июля 1941 — 19 эшелонов, в пути оставалось 14 эшелонов. В целом, на указанных станциях разгрузился только 806-й стрелковый полк, он же 7 июля 1941 года участвовал в контрударе на Остров вместе с частями 111-й стрелковой дивизией
К моменту прибытия остальных частей дивизии Остров уже был фактически потерян. Дивизия с ходу вступила в бой на станции прибытия Красные Пруды с частями 6-й танковой дивизии, однако была вынуждена отойти в направлении на Карамышево. 8 июля в полосе дивизии частям боевой группы «Зекендорф» из состава 6-й танковой дивизии удалось переправиться через Череху с помощью понтонных средств, и в 9-15 две роты танков (или машин с мотопехотой) вышли на шоссе Псков—Порхов восточнее Карамышево. На 9 июля дивизия продолжает оборонять рубеж по реке Черёха на участке Старанья, Подберезье в 35 километрах восточнее Пскова и создаёт предмостные позиции перед переправами на Карамышево — другими словами, пытается блокировать немецкий плацдарм, а затем отступает к Луге.
Позднее дивизия была разделена по частям: 1,5 полка и зенитный артиллерийский дивизион изъял штаб фронта. Оставшиеся подразделения к 15 июля 1941 года заняли рубеж юго-восточнее города Луга по одноимённой реке, имея справа 177-ю стрелковую дивизию. С середины июля 1941 года ведёт бои на Лужском оборонительном рубеже, в том числе проводит и частные наступательные операции. 16 августа немецкие войска прорвались к Новгороду, вышли в тыл дивизии и дивизия, под угрозой окружения отошла на восточную окраину города Луги. 24 августа войска Лужской оперативной группы пошли на выход из окружение от Луги на север, 235-я дивизия осталась севернее Луги прикрывать отход, на 28 августа 1941 года отражает атаки противника в районе Толмачево, пытающегося преследовать отступающие советские войска. С 28 августа, являясь арьергардом Лужской (к тому времени уже Южной) оперативной группы, отступает с боями.
Очень небольшой частью в сентябре 1941 года вышла в район Пушкина, по оценкам И. И. Ивлева (сайт Солдат.ru) из состава 177-й и 235-й стрелковых, а также 24-й танковой дивизии вышло 1500—2000 человек. Расформирована 27 декабря 1941 года. В декабре 1941 года была сформирована новая дивизия с тем же номером.

## Подчинение
| Дата            | Фронт (округ)            | Армия                      | Корпус                 | Примечания                                      |
| --------------- | ------------------------ | -------------------------- | ---------------------- | ----------------------------------------------- |
| 22.06.1941 года | Московский военный округ | -                          | 41-й стрелковый корпус | -                                               |
| 01.07.1941 года | Северо-Западный фронт    | 11-я армия                 | 41-й стрелковый корпус | -                                               |
| 10.07.1941 года | Северо-Западный фронт    | 11-я армия                 | 41-й стрелковый корпус | -                                               |
| 01.08.1941 года | Северный фронт           | Лужская оперативная группа | -                      | -                                               |
| 01.09.1941 года | Ленинградский фронт      | Южная оперативная группа   | -                      | -                                               |
| 01.10.1941 года | Ленинградский фронт      | -                          | -                      | -                                               |
| 01.11.1941 года | -                        | -                          | -                      | нет данных (фактически дивизия не существовала) |
| 01.12.1941 года | -                        | -                          | -                      | нет данных (фактически дивизия не существовала) |

## Состав
- 732-й стрелковый полк
- 801-й стрелковый полк
- 806-й стрелковый полк (командиры полка: майор Ф. Х. Жеков-Богатырёв; майор Муравьёв А. А.)
- 670-й артиллерийский полк
- 682-й гаубичный артиллерийский полк (командир полка- майор Н. К. Рогозин)
- 217-й отдельный истребительно-противотанковый дивизион
- 11-й отдельный зенитный артиллерийский дивизион
- 289-й отдельный разведывательный батальон)
- 369-й сапёрный батальон
- 607-й отдельный батальон связи
- 384-й медико-санитарный батальон
- 326-я отдельная рота химической защиты
- 702-й автотранспортный батальон
- 450-я полевая хлебопекарня
- 676-я полевая почтовая станция
- 544-я полевая касса Госбанка

## Командиры
- Лебедев Тимофей Васильевич (14.03.1941 — 27.12.1941), генерал-майор